# Consorzio di bonifica del Padule di Fucecchio
Il Consorzio di bonifica del Padule di Fucecchio è stato un ente di bonifica della Toscana, con sede a Ponte Buggianese.
Costituito col D.M. 23 marzo 1931 n. 822, è stato abolito nel 2014 e confluito nel consorzio di bonifica 4 Basso Valdarno.

## Descrizione
Il comprensorio comprende l'area della Valdinievole e più in generale il bacino idrografico del Padule di Fucecchio, compreso tra le province di Pistoia, Firenze, Pisa e Lucca.
La superficie territoriale è di 56.980 ettari.

## Storia

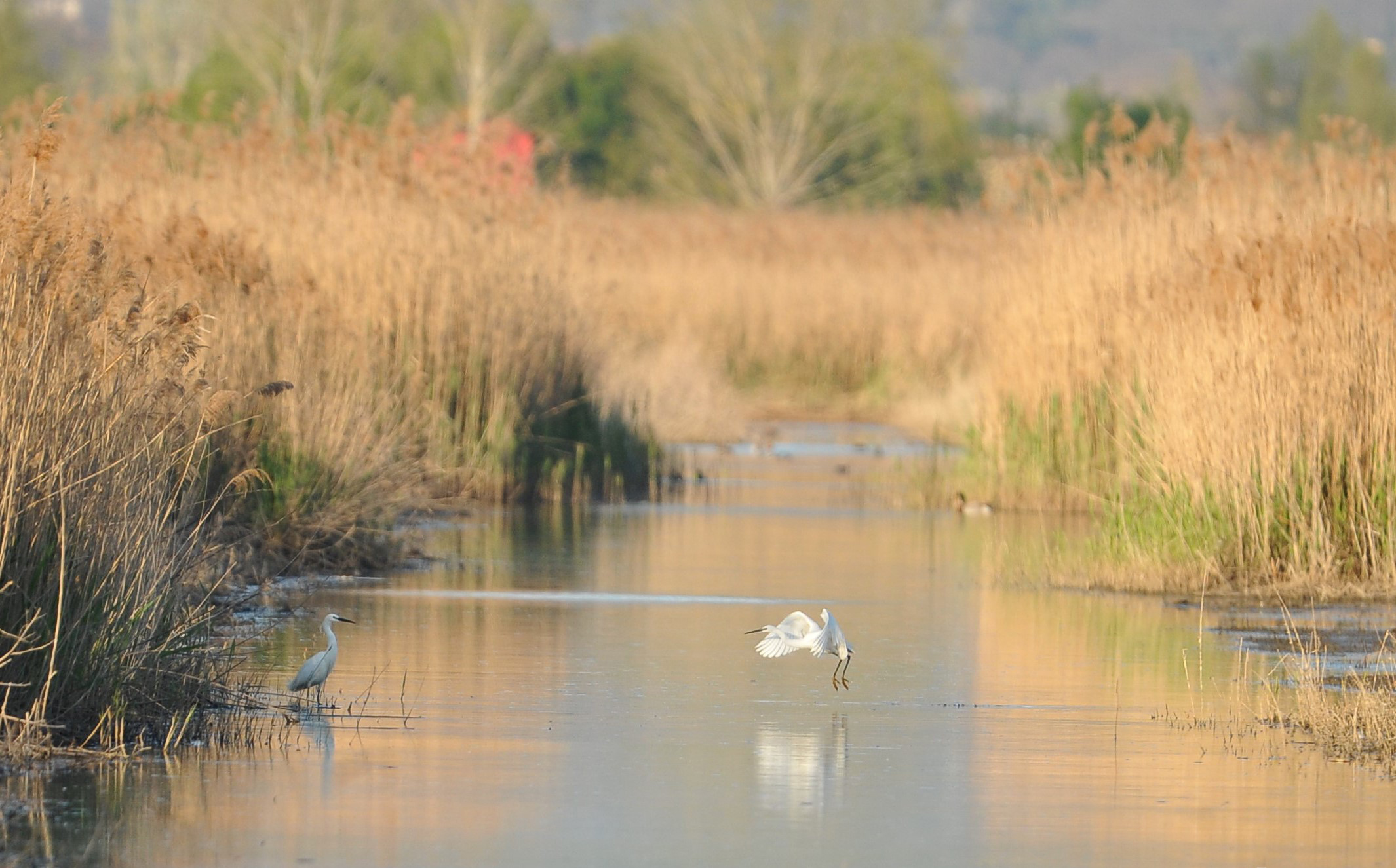
Due aironi nella riserva naturale del Padule di Fucecchio

La formazione dell'area del Padule di Fucecchio è stata determinata del deposito di materiale alluvionale nel letto dell'Arno, che ha ostacolato il naturale deflusso delle acque del bacino della Valdinievole, rendendo la zona paludosa.
Le prime testimonianze di interventi finalizzati al prosciugamento del Padule di Fucecchio risalgono al Medioevo, ma risultarono incoerenti con il succedersi dei governi delle amministrazioni locali. Nel 1279 furono demoliti i mulini, le pescaie e gli altri ostacoli al deflusso lungo l'emissario Usciana. Con l'egemonia di Firenze sull'area, vennero realizzati degli sbarramenti a Ponte a Cappiano determinando la formazione di un vero e proprio lago, il che causò le proteste dei proprietari dei terreni allagati. La politica dei Medici nei secoli successivi continuò alternando opere di bonifica agli interventi al Ponte a Cappiano.
A seguito di episodi di epidemia di malaria nella Valdinievole, a metà del XVIII secolo il granduca Pietro Leopoldo prese provvedimenti per il risanamento della zona, facendo demolire le pescaie e incentivando l'agricoltura e i commerci, e coinvolse i proprietari terrieri nella progettazione delle operazioni idrauliche creando nel 1781 una "Deputazione" con lo scopo di realizzare opere di bonifica finanziate dai proprietari, che tuttavia fu sciolta due anni dopo a causa della scarsa disponibilità economica.
Nel 1786 fu creata una nuova Deputazione definita "consorzio idrico" e nel 1803 si istituì il "Consorzio coattivo dei proprietari dei terreni del Padule di Fucecchio" al fine di eseguire interventi di manutenzione dei corsi d'acqua in modo da conciliare le esigenze di navigabilità degli stessi, alla coltivazione dei terreni. La politica del Casato di Lorena fu perseguita anche dopo l'Unità d'Italia, quando il Padule di Fucecchio venne inserito fra le opere di bonifica nel quadro dei programmi di partecipazione statale alle opere pubbliche. Nel 1931 il Consorzio fu riconosciuto con il titolo di "Consorzio di Bonifica".
Negli anni 1970, a seguito del passaggio delle competenze della bonifica alle Regioni, ci fu un graduale ampliamento del Consorzio a livello di estensione territoriale e di funzioni. Nel 1979 vennero affidati al Consorzio i compiti dei consorzi idraulici disciolti della Valdinievole e nel 1985 il comprensorio del Consorzio si estese alla zona delle Cinque Terre, ricadente nei comuni di Fucecchio, Santa Croce sull'Arno, Castelfranco di Sotto e Santa Maria a Monte. Infine, nel 1997, il Consiglio regionale ha ampliato il comprensorio consortile a tutto il bacino idrografico per una superficie complessiva di 56.980 ettari.
Il 1º marzo 2014, con la costituzione del Consorzio di bonifica 4 Basso Valdarno con sede a Pisa, l'ente viene soppresso.